# Shakes versus Shav
George Bernard Shaw 1949-ben írta Shakes versus Shav című művét. Abban az évben bemutatták a malverni Shaw-fesztiválon.
A drámához az ötletet egy bábosművész két figurája adta, egy Shakespeare- és egy George Bernard Shaw-alak. A drámát is ezek a bábok játsszák el. Shakes (Shakespeare) azért jön a malverni fesztiválra, hogy megvívjon egy Shav nevű pofátlan szélhámossal ( " infamous impostor " ), aki újabban sikeresebb, mint ő. A belépő Shavval össze is verekednek, és Shav ki is számolja Shakest (de csak mert 300 évvel fiatalabb, véli a Bárd). Ezután veszekednek, Shakes az ellopott kifejezéseit, Shav a Shakes darabjaiból hiányzó konstruktivitást reklamálja. A végén mégis kibékülnek, hiszen iksz év múlva a kutya se emlékszik majd rájuk.
Lelőhely: G. B. Sh.: Complete plays with prefaces, V. kötet, 17. – 25. o. Dodd, Mead & Co. , 1962, New York.